# 赫蘇斯·巴列霍
赫蘇斯·巴列霍·拉薩羅（西班牙語：Jesús Vallejo Lázaro；1997年1月5日—）是一位西班牙職業足球員，司職中後衛。現效力於西班牙足球乙级联赛球隊阿爾巴塞特，他也代表西班牙國家青年足球隊參賽。

## 國家隊生涯
2021年7月，巴列霍入選西班牙23歲以下國家足球隊大名單，參加2020年夏季奧林匹克運動會男子足球比賽。

## 榮譽

### 球會
皇家马德里
- 西班牙足球甲級聯賽 冠軍：2021/22[4]年
- 西班牙超級盃 冠軍：2017、2022年
- 欧洲冠军联赛 冠軍：2017–18[5]賽季、2021-22
- 歐洲超級盃 冠軍：2017、2022、2024
- 国际足联俱乐部世界杯 冠軍：2017、2018、2022

### 國家隊
西班牙
- 歐洲U-21足球錦標賽冠軍:2019年
- 歐洲U-19足球錦標賽冠軍:2015年

## 外部連結
- 赫蘇斯·巴列霍在BDFutbol中的档案
- Soccerway資料庫：赫蘇斯·巴列霍